# 森高千里
森高千里（日语：／ Moritaka Chisato */?，1969年4月11日—），日本女性創作歌手、多樂器演奏家。丈夫為演員江口洋介。

## 簡歷
1969年出生於大阪府茨木市，年幼時一家人移居到熊本縣熊本市（今西區 (熊本市)）。
1986年參加第一屆寶礦力水特Image Girl比賽獲勝，1987年參演電影並演唱該電影的主題曲〈NEW SEASON〉正式出道。
1988年春天的專輯的標題歌曲，為森高千里首度參與填詞的歌曲，由於歌詞風格新穎而引起關注。同年夏天在巡迴演出的排練期間腹痛入院一星期，在這段時期開始放棄演員的身分，專注於歌手活動。森高千里在住院期間寫了〈壓力〉（ザ・ストレス），因為歌詞獨特而受到注目，之後幾乎所有歌曲的歌詞都是由她親自填寫的。而在同作品的MV中，她的迷你裙女侍應的裝扮亦引起熱烈討論，於是「Cosplay」首次成為了她的代名詞，亦吸納了不少男性粉絲。1989年翻唱自南沙織的〈17歲〉（17才）大受歡迎，人氣急升。
踏入1990年代，由於偶像市場的萎縮，森高千里也轉向實力派歌手的路前進，除了詞曲創作，她也會演奏爵士鼓等多種樂器，像1992年的專輯《PEPPER LAND》（ペパーランド），就親自以多種樂器（除了本身的人聲和爵士鼓，她也使用結他、貝斯、鋼琴）演奏大部分歌曲。1993年的單曲〈渡良瀨橋〉、〈風に吹かれて〉等確立了熱門的路線。1995年的精選專輯《DO THE BEST》收錄了90年代初的熱門歌曲，銷量逾百萬，Oricon最高排名第二。
1999年與演員江口洋介結婚，女兒和兒子分別於2000年及2002年出生。婚後以育兒優先，因此於演藝界的活動減少。其後於2012年5月25日歌手出道25周年的時候再次活躍起來，官方網站、Youtube、Facebook、Google+ 等社交媒體陸續開通，同時亦翻唱了約200首自己以前的歌曲，也擔任節目主持人。

## 音樂作品

### 單曲
| #    | 發行日期       | 標題                                     | c/w曲                                                                                            | Oricon最高名次 | 銷量（千張） |
| ---- | -------------- | ---------------------------------------- | ------------------------------------------------------------------------------------------------ | -------------- | ------------ |
| 1    | 1987年5月25日  | NEW SEASON                               | Period（ピリオド）（EP盤）                                                                               | 23             | 44           |
| 1    | 1988年3月25日  | NEW SEASON                               | Overheat Night（オーバーヒート・ナイト）（CD盤）                                                                       | -              |              |
| 2    | 1987年10月25日 | Overheat Night（オーバーヒート・ナイト）                       | Weekend Blue（ウィークエンド・ブルー）                                                                                 | 24             | 22           |
| 3    | 1988年2月25日  | GET SMILE                                | GOOD-BYE SEASON                                                                                  | 28             | 14           |
| 4    | 1988年4月25日  | The Miha (Special Miha Mix)（ザ・ミーハー (スペシャル・ミーハー・ミックス)）          | Miha (原版)（ミーハー（オリジナル･ヴァージョン））                                                                                  | 29             | 29           |
| 5    | 1988年10月25日 | ALONE                                    | CHASE                                                                                            | 25             | 26           |
| 6    | 1989年2月25日  | The Stress (中東版)（ザ・ストレス (ストレス中近東ヴァージョン)）                  |                                                                                                  | 19             | 40           |
| 7    | 1989年5月25日  | 17歲（17才）                                 | 20歲（20才）                                                                                         | 8              | 195          |
| 8    | 1989年9月25日  | 抱著我 (拉斯維加斯版)（だいて (ラスベガス・ヴァージョン)）                | 太年輕的戀愛（若すぎた恋）                                                                                 | 8              | 57           |
| 9    | 1990年1月25日  | 道/青春                                  |                                                                                                  | 5              | 163          |
| 10   | 1990年5月25日  | 蓋住那些臭東西!!（臭いものにはフタをしろ!!）                     | 不要看（のぞかないで）                                                                                       | 4              | 117          |
| 11   | 1990年9月10日  | 雨                                       | Cup Mudle（カップ･ミュードル）                                                                                    | 2              | 180          |
| 12   | 1991年2月10日  | 學習之歌/這條街 (HOME MIX)（勉強の歌/この街（HOME MIX））           |                                                                                                  | 4              | 184          |
| 13   | 1991年6月25日  | 八月之戀（八月の恋）                             | 永遠（いつまでも）                                                                                         | 6              | 106          |
| 14   | 1991年10月25日 | Fight!!（ファイト!!）                              | 獨居（ひとり暮らし）                                                                                         | 10             | 269          |
| 15   | 1992年2月25日  | 演唱會之夜（コンサートの夜）                           | 續・某個OL的青春〜A子的場合〜（Moritaka Connection）（続・あるOLの青春〜A子の場合〜（Moritaka Connection））                                         | 7              | 104          |
| 16   | 1992年6月25日  | 就算我變成了歐巴桑（單曲版本）（私がオバさんになっても（シングル・ヴァージョン））       | 自行車通學（自転車通学）                                                                                   | 15             | 228          |
| 17   | 1993年1月25日  | 渡良瀨橋/作家志願（渡良瀬橋/ライター志望）                    |                                                                                                  | 9              | 310          |
| 18   | 1993年4月10日  | 我的夏天（私の夏）                             | Rock and Roll 縣廳所在地 (單曲版本)（ロックンロール県庁所在地（シングル･ヴァージョン））                                                          | 5              | 382          |
| 19   | 1993年6月25日  | 飛俠/記憶 (單曲版本)（ハエ男 (シングル・ヴァージョン)/Memories（シングル・ヴァージョン））                 |                                                                                                  | 12             | 136          |
| 20   | 1993年10月11日 | 在風中吹（風に吹かれて）                             | 在九州成長（九州育ち）                                                                                   | 1              | 381          |
| 21   | 1994年1月25日  | Rock and Omelette（ロックン・オムレツ）                    | Rock and Omelette (原版卡拉OK)（ロックン・オムレツ（オリジナル･カラオケ））                                                               | 13             | 100          |
| 22   | 1994年1月31日  | 氣分爽快（気分爽快）                             | 拍手2（手をたたこう2）                                                                                        | 3              | 438          |
| 23   | 1994年5月10日  | 夏日（夏の日）                                 | 可怕的夢（こわい夢）                                                                                     | 5              | 409          |
| 24   | 1994年10月10日 | 美好的生日/我的重要人物 (單曲版本)（素敵な誕生日/私の大事な人 (シングル・ヴァージョン)）   |                                                                                                  | 1              | 380          |
| 25   | 1995年2月10日  | 二人是戀人（二人は恋人）                           | 青春的秘密 (單曲版本)（若さの秘訣（シングル・ヴァージョン））                                                                        | 5              | 444          |
| 26   | 1995年10月10日 | 休息的下午（休みの午後）                           | 失物（忘れ物）                                                                                         | 5              | 219          |
| 27   | 1995年12月1日  | JIN JIN Jinglebell（ジン ジン ジングルベル）                   | GIN GIN Jinglebell（GIN GIN ジングルベル） 一月一日                                                                  | 2              | 256          |
| 28   | 1996年2月19日  | SO BLUE                                  | 千里森巴（千里サンバ）                                                                                     | 7              | 270          |
| 29   | 1996年6月10日  | La La Sunshine（）                       | 很久以前的人…（）                                                                                | 5              | 179          |
| 29   | 2008年4月16日  | La La Sunshine（）                       | 很久以前的人…（）                                                                                | 79             |              |
| 30   | 1996年11月11日 | 銀色的夢（銀色の夢）                             | 太陽和藍月亮 (太陽神版本)（太陽と青い月（太陽神ヴァージョン））                                                                    | 9              | 236          |
| 31   | 1997年2月25日  | Let's Go!                                | Let's Go!（II） Let's Do It! (Sweet Baby Version)（ボーッとしてみよう（Sweet Baby Version））                                            | 19             | 93           |
| 31   | 1997年2月25日  | Let's Go! EP                             | 如你所見 (Noisy Instrumental)（見たとおりよ私（Noisy Instrumental）） Miracle Woman (Miracle master mix)（ミラクルウーマン（Miracle master mix）） PapPapPaya (Smoosy)（パッパッパヤ（Smoosy）） |                |              |
| 32   | 1997年6月11日  | SWEET CANDY                              | 未來（未来）                                                                                         | 10             | 93           |
| 33   | 1997年10月15日 | Miracle Light（ミラクルライト）                        | Miracle Woman（ミラクルウーマン）                                                                                | 20             | 30           |
| 34   | 1997年11月19日 | SNOW AGAIN                               | PapPapPaya（パッパッパヤ）                                                                                   | 9              | 134          |
| 35   | 1998年3月4日   | 電話（電話）                                 | DRAGON                                                                                           | 17             | 58           |
| 36   | 1998年7月15日  | 出海5分鐘（海まで5分）                            | Sleeping Night Blues                                                                             | 20             | 32           |
| 37   | 1998年10月1日  | 冷月（冷たい月）                                 | 危險的行人道 (5版本)（危険な舗道（5ヴァージョン））                                                                         | 33             | 14           |
| 38   | 1999年3月17日  | 像我一樣（私のように）                             | SPACE                                                                                            | 37             | 11           |
| 39   | 1999年5月19日  | 正午的星（まひるの星）                             | 雨（1999）                                                                                       | 41             | 23           |
| 40   | 1999年10月1日  | 來一起玩'99/每天（一度遊びに来てよ'99/EVERY DAY）                     |                                                                                                  | 60             | 4            |
| -    | 2009年11月25日 | 雨(as right as rain mix)/渡良瀨橋        |                                                                                                  |                |              |
| 企劃 | 2017年11月15日 | 渡良瀨橋 完全版                          |                                                                                                  | 15             |              |
| -    | 2019年11月3日  | Overheat Night (Extended Mix)（12"LP盤） | Overheat Night (Instrumental)                                                                    | 80             |              |

### 音樂專輯

#### 原創專輯
| #  | 發行日期       | 標題             | Oricon最高名次 |
| -- | -------------- | ---------------- | -------------- |
| 1  | 1987年7月25日  | NEW SEASON       | 21             |
| 2  | 1988年3月25日  | Miha（ミーハー）         | 17             |
| 3  | 1988年11月17日 | 看（）           | 5              |
| 4  | 1989年7月25日  | 非實力派宣言（非実力派宣言） | 2              |
| 5  | 1990年10月17日 | 古今東西（古今東西）     | 1              |
| 6  | 1992年3月25日  | ROCK ALIVE       | 3              |
| 7  | 1992年11月18日 | Pepperland（ペパーランド）   | 5              |
| 8  | 1993年5月10日  | LUCKY 7          | 3              |
| 9  | 1994年7月25日  | STEP BY STEP     | 3              |
| 10 | 1996年7月15日  | TAIYO            | 3              |
| 11 | 1997年7月16日  | PEACHBERRY       | 4              |
| 12 | 1998年5月21日  | 今年夏天更好（今年の夏はモア・ベター） | 10             |
| 13 | 1998年9月9日   | Sava Sava        | 7              |

#### 迷你專輯
| # | 發行日期      | 標題     | Oricon最高名次 |
| - | ------------- | -------- | -------------- |
| 1 | 1988年7月10日 | Romantic | 22             |

#### Remix專輯
| # | 發行日期       | 標題         | Oricon最高名次 |
| - | -------------- | ------------ | -------------- |
| 1 | 1989年12月10日 | 森高LAND（森高ランド） | 3              |
| 2 | 1991年7月10日  | THE森高（ザ・森高）  | 2              |
| 3 | 1999年11月3日  | mix age*     | 30             |

#### 精選專輯
| # | 發行日期       | 標題                                           | Oricon最高名次 |
| - | -------------- | ---------------------------------------------- | -------------- |
| 1 | 1995年3月25日  | DO THE BEST                                    | 3              |
| 2 | 1999年2月15日  | The Best Selection of First Moritaka 1987-1993 | 6              |
| 3 | 1999年11月25日 | harvest time                                   | 82             |
| 4 | 2004年11月26日 | MY FAVORITES                                   | 71             |
| 5 | 2012年8月8日   | The Singles（ザ・シングルス）                                | 5              |
| 6 | 2015年11月25日 | UHQCD THE FIRST BEST SELECTION '87〜'92        | 108            |
| 6 | 2015年11月25日 | UHQCD THE FIRST BEST SELECTION '93〜'99        | 111            |

#### 現場專輯
| # | 發行日期      | 標題 | Oricon最高名次 |
| - | ------------- | ---- | -------------- |
| 1 | 2013年3月30日 |      | -              |
| 1 | 2013年5月15日 | 69   |                |

#### 卡拉OK專輯
| # | 發行日期      | 標題 | Oricon最高名次 |
| - | ------------- | ---- | -------------- |
| 1 | 1992年8月25日 |      | -              |

### 其他歌曲
以下歌曲由森高千里演唱，而且上面列出的作品沒有包括在內。
| 日期           | 收錄                                    | 歌曲名稱        | 附註                                                                              |
| -------------- | --------------------------------------- | --------------- | --------------------------------------------------------------------------------- |
| 1999年5月29日  | 原聲帶《》                              |                 | 森高千里作詞及主唱，電影《星月童話》（もういちど逢いたくて -星月童話-）日語主題曲，Vocal 及 backtrack 共同新錄音 |
| 1999年9月22日  | 松任谷由實致敬專輯《Dear Yuming》       |                 |                                                                                   |
| 2007年5月      | 單曲《》                                |                 | 日產LAFESTA汽車廣告歌曲，非賣品                                                   |
| 2010年10月29日 | 不二家創業100周年紀念單曲《牛奶妹之歌》 | 牛奶妹之歌（）  | 配信限定                                                                          |
| 2013年9月25日  | 熊本熊單曲《》                          |                 | 熊本縣在地吉祥物熊本熊印象歌曲                                                    |
| 2013年12月18日 | Carnation致敬專輯《》                   | 夜之煙囪（夜の煙突）    | 森高千里 with カーネーション 名義                                                 |
| 2014年7月23日  | LINDBERG致敬專輯《》                    | BELIEVE IN LOVE |                                                                                   |
| 2016年9月7日   | The Peanuts致敬專輯《》                 |                 | 與相田翔子合唱                                                                    |

### 參加作品
以下歌曲為其他藝人的作品，而且森高千里有份參與。
| 日期           | 藝人                      | 收錄                             | 參與歌曲名稱                           | 參與部分及附註                             |
| -------------- | ------------------------- | -------------------------------- | -------------------------------------- | ------------------------------------------ |
| 1990年10月25日 | 高橋諭一                  | 專輯《風》                       |                                        | Chrous                                     |
| 1991年5月25日  | Carnation                 | 專輯《》                         |                                        | Vocal                                      |
| 1991年5月25日  | Carnation                 | 專輯《》                         |                                        | Vocal                                      |
| 1994年5月25日  | 安藤治彥                  | 單曲《》                         |                                        | Drums                                      |
| 1994年5月25日  | 安藤治彥                  | 單曲《》                         | Kiss                                   | Drums                                      |
| 1995年7月21日  | 泉谷茂                    | 專輯《》                         |                                        | Guest Vocal                                |
| 1996年12月18日 | 射亂Q                     | 專輯《GOLDEN Q》                 |                                        | Additional Drums                           |
| 1997年2月19日  | L⇔R                       | 單曲《》                         |                                        | Drums on chorus & bridge, fills on refrain |
| 1997年5月25日  | 鄭東和                    | 專輯《Sound Museum》             | Tamilano                               | Sampling Drum Breaks                       |
| 1997年9月21日  | CHARA                     | 專輯《Junior Sweet》             |                                        | Drums                                      |
| 1997年11月1日  | 吉田拓郎與LOVE2 ALL STARS | 專輯《》                         |                                        | Drums                                      |
| 1998年7月25日  | 泉谷茂                    | 專輯《》                         | (曲目不明)                             | Drums                                      |
| 1998年9月30日  | 村上"PONTA"秀一           | 專輯《Welcome To My Life》       |                                        | Solo Drums                                 |
| 1999年5月21日  | COIL                      | 單曲《》                         |                                        | Drums                                      |
| 1999年7月7日   | Chappie                   | 單曲《》                         |                                        | Vocal                                      |
| 1999年8月21日  | 所喬治                    | 專輯《》                         |                                        | Drums                                      |
| 2005年4月2日   | 鄭東和                    | 專輯《FLASH》                    | SOMETIME SAMURAI                       | Drums                                      |
| 2009年10月28日 | 稻垣潤一                  | 翻唱專輯《》                     | 雨                                     | 與稻垣潤一的二重唱，原唱是森高千里本人     |
| 2010年11月24日 | 松浦亞彌                  | 專輯《Click you Link me》        |                                        | Chorus & Alto Recorder，原唱是森高千里本人 |
| 2011年4月9日   |                           | 單曲《有愛必勝》                 | 有愛必勝（愛は勝つ）                           | Vocal，原唱是KAN                           |
| 2013年8月7日   | 森高千里×泉谷茂           | 專輯《》                         |                                        | Duet                                       |
| 2013年8月7日   | 八代亞紀×泉谷茂           | 專輯《》                         |                                        | Drums                                      |
| 2013年11月13日 | tofubeats                 | 迷你專輯《Don't Stop The Music》 | Don't Stop The Music（feat. 森高千里） | Vocal                                      |

### 歌曲提供
僅記載首次出現的歌曲，不包括既有歌曲的翻唱。
作詞
- 高橋諭一（日语：高橋諭一） 「くもり空」（1991年1月25日）
- 加藤紀子（日语：加藤紀子） 「引き裂かないで二人を」 / （C/W）「今度私どこか連れていって下さいよ」（1992年7月25日）
- 城之内早苗 「幸せになります」（1995年4月26日）
- 和田現子 「さあ冒険だ」（1995年9月1日）※與S. Itoi共同作詞
- 鄉村少女組 「二人の北海道」（1999年7月23日）
- 鄉村少女組 「雪景色」 / 「雪だより」（1999年11月30日）

作曲
- 高山嚴（日语：高山厳） 「眠らせて」（1994年8月1日）
- 高山嚴 「心の扉」（1995年7月26日）
- 清水綾子 「13月の雨〜せめて雨が止むまで〜」（1994年11月23日）

## 改編為中文之作品
| 原曲         | 演唱歌手 | 改編歌名           | 改編語言 | 收錄專輯                     |
| ------------ | -------- | ------------------ | -------- | ---------------------------- |
| ザ・ミーハー | 安可立   | 呆呆的女孩         | 國語     | 年輕到底（1989年）           |
| 雨           | 馬萃如   | 不能怨你只能怨自己 | 國語     | 什麼樣的愛你才會懂（1991年） |
| 雨           | 譚又銘   | 雨中的抱擁         | 粵語     | 終於找到LOVE（1991年）       |
| 雨           | 何婉盈   | 夜深雨中           | 粵語     | Elaine（1992年）             |
| 渡良瀬橋     | 劉小慧   | 一起走到明天       | 粵語     | 改改（1994年）               |
| 渡良瀬橋     | 紀敏佳   | 轉身的微笑         | 國語     | 未收錄（2007年）             |

## 影像作品

### Blu-ray
| # | 發行日期       | 標題 | Oricon最高名次 |
| - | -------------- | ---- | -------------- |
| 1 | 2013年9月18日  |      | 5              |
| 2 | 2014年9月17日  |      | 13             |
| 3 | 2015年5月27日  |      | 27             |
| 4 | 2017年7月26日  |      | 28             |
| 5 | 2017年11月15日 |      | 15             |
| 6 | 2019年5月22日  |      | 7              |

### DVD
| #  | 發行日期       | 標題                                                                                        | Oricon最高名次 |
| -- | -------------- | ------------------------------------------------------------------------------------------- | -------------- |
| 1  | 2000年8月23日  | CHISATO MORITAKA DVD COLLECTION No.1 GET SMILE～日本青年館ライヴ～                          |                |
| 2  | 2000年8月23日  | CHISATO MORITAKA DVD COLLECTION No.2 見て～スペシャル～ライブin汐留 4.15.’89                |                |
| 3  | 2000年8月23日  | CHISATO MORITAKA DVD COLLECTION No.3 THE THIRD LIVE VIDEO 非実力宣言                        |                |
| 4  | 2000年8月23日  | CHISATO MORITAKA DVD COLLECTION No.4 古今東西～鬼が出るか蛇が出るかツアー～LIVE VIDEO VOL.4 |                |
| 5  | 2000年9月27日  | CHISATO MORITAKA DVD COLLECTION No.5 見て／ザ・ストレス／17才                               |                |
| 6  | 2000年9月27日  | CHISATO MORITAKA DVD COLLECTION No.6 臭いものにはフタをしろ!!／ROCK ALIVE                   |                |
| 7  | 2000年10月18日 | CHISATO MORITAKA DVD COLLECTION No.7 LIVE ROCK ALIVE                                        |                |
| 8  | 2000年10月18日 | CHISATO MORITAKA DVD COLLECTION No.8 LUCKY 7 LIVE                                           |                |
| 9  | 2000年10月18日 | CHISATO MORITAKA DVD COLLECTION No.9 気分爽快                                               |                |
| 10 | 2000年11月22日 | CHISATO MORITAKA DVD COLLECTION No.10 CHISATO MORITAKA 1996 [DO THE BEST] AT YOKOHAMA ARENA |                |
| 11 | 2000年11月22日 | CHISATO MORITAKA DVD COLLECTION No.11 ‘TAIYO’ON & OFF                                       |                |
| 12 | 2000年11月22日 | CHISATO MORITAKA DVD COLLECTION No.12 1997 PEACHBERRY SHOW                                  |                |
| 13 | 2000年12月20日 | CHISATO MORITAKA DVD COLLECTION No.13 5 ーFIVEー                                            |                |
| 14 | 2000年12月20日 | CHISATO MORITAKA DVD COLLECTION No.14 CHISATO MORITAKA 1998 SAVA SAVA TOUR                  |                |
| -  | 2001年         | Chisato Moritaka DVD Collection no.15                                                       | N/A            |
| -  | 2002年         | LIVE HOUSE TOUR 1998 sa va sa va                                                            | N/A            |
| 15 | 2013年9月18日  |                                                                                             | 32             |
| 16 | 2013年12月4日  | デビュー25周年企画 森高千里 セルフカバーシリーズ “LOVE”Vol.1                                | 107            |
| 17 | 2013年12月4日  | デビュー25周年企画 森高千里 セルフカバーシリーズ “LOVE”Vol.2                                | 118            |
| 18 | 2013年12月4日  | デビュー25周年企画 森高千里 セルフカバーシリーズ “LOVE”Vol.3                                | 115            |
| 19 | 2013年12月4日  | デビュー25周年企画 森高千里 セルフカバーシリーズ “LOVE”Vol.4                                | 138            |
| 20 | 2014年9月3日   | デビュー25周年企画 森高千里 セルフカバーシリーズ “LOVE”Vol.5                                | 58             |
| 21 | 2014年9月3日   | デビュー25周年企画 森高千里 セルフカバーシリーズ “LOVE”Vol.6                                | 61             |
| 22 | 2014年9月17日  |                                                                                             | 83             |
| 23 | 2015年3月18日  | デビュー25周年企画 森高千里 セルフカバーシリーズ “LOVE”Vol.7                                | 78             |
| 24 | 2015年3月18日  | デビュー25周年企画 森高千里 セルフカバーシリーズ “LOVE”Vol.8                                | 79             |
| 25 | 2015年5月27日  |                                                                                             | 64             |
| 26 | 2015年10月21日 | デビュー25周年企画 森高千里 セルフカバーシリーズ “LOVE”Vol.9                                | 50             |
| 27 | 2017年7月26日  |                                                                                             | 80             |
| 28 | 2017年12月13日 | デビュー25周年企画 森高千里 セルフカバーシリーズ “LOVE”Vol.10                               | 32             |
| 29 | 2019年5月22日  |                                                                                             | 9              |

### LD、Video
現場影像
1. LIVE★GET SMILE 日本青年館ライヴ（1988年）
2. 見て 〜スペシャル〜 ライヴ（1989年）
3. 非実力派宣言（1990年3月10日）
4. 古今東西 〜鬼が出るか蛇が出るかツアー（1991年）
5. LIVE ROCK ALIVE（1993年）
6. Lucky 7 LIVE（1994年）
7. CHISATO MORITAKA 96 [DO THE BEST] AT YOKOHAMA ARENA（1996年）
8. MORITAKA CHISATO 1997 PEACHBERRY SHOW（1998年）
9. CHISATO MORITAKA 1998 SAVA SAVA TOUR（1999年）
10. LIVE HOUSE TOUR 1998 sa va sa va（1999年） - Fan Club限定

現場文檔及剪輯
1. chisato moritaka 'Taiyo' ON & OFF（1997年）

影像剪輯
1. ザ・ミーハー（スペシャル・ミーハー・ミックス）（1988年）
2. ザ・ストレス（1989年）

影像剪輯集
1. 見て（1988年）
2. 17才（1989年）
3. 臭いものにはフタをしろ!!（1991年）
4. ROCK ALIVE（1992年）
5. 気分爽快（1994年）
6. Video Clips "five"（1998年）

### CDV、Video
1. ミーハー（1988年）
2. オーバーヒート・ナイト（1988年）

### 其他參與演出作品
- Pacific Heaven at Yokohama Arena（2000年1月） - VHS[注 4]
- ℃-ute武道館コンサート2013 「Queen of J-POP〜たどり着いた女戦士〜」（2013年12月18日） - Blu-ray/DVD[注 5]
- 35th Anniversary スタ☆レビ（日语：スターダスト・レビュー）大宴会 ～6時間大コラボレーションライブ～（2018年1月31日） - Blu-ray/DVD

## 演出

### 廣告
- 大塚製藥：寶礦力水特（1986年 - 1988年）[6]、（2012年 - ）
- 先鋒
  - 留守番テレフォン（1988年 - 1990年）
  - 留守番できるコードレス（1990年）
  - 留守番コードレス（1990年）
- 江崎固力果：アーモンド・クラッシュ・ポッキー（1990年 - 1991年）
- 全日空
  - ANA'S SUMMER沖縄（1993年）
  - ANA'S ラ・九州（1993年）
- 朝日啤酒
  - アサヒ生ビールZ 春夏編（1994年）
  - アサヒ生ビールZ 秋冬編（1994年）
  - アサヒスタイルフリープリン体ゼロ（2015年4月 - ） [7]
- 三得利
  - アイス・ジン（1995年 - 1996年）
  - アイス・ウォッカ（1995年）
- 明治製菓
  - 明治牛奶朱古力（1996年 - 1998年） - OA曲「明治チョコレート・テーマ(オリジナル・アレンジ)」[注 6]
  - Meltykiss（1996年 - 1998年）
- 羅森
  - ローソンへ行かなくちゃ。（1997年 - 1998年）　※1998年版與細野晴臣共同演出
  - 夏のローソンへ行かなくちゃ。（1997年）
- 日本生命
  - My アニバーサリー（1997年）
  - ふれあい家族ナイスケア（1998年 - 1999年）
  - ふれあい家族ナイスケアEX（1999年）
- 東京電力：'97バヂャー家シリーズ（1997年）
- カネボウ
  - SALA（1998年 - 1999年）
  - 海のうるおい藻（2001年 - 2002年）
- 麒麟飲料（日语：キリンビバレッジ）：ナチュラルズ（1999年）
- 日本可口可樂：ジョージア カフェレーチェ - OA曲「明日があるさ」 ※新錄製，只有音樂
- 豐田汽車：カローラスパシオ（2001年 - 2002年） - OA曲「ララ サンシャイン(カヴァー)」
- 武田藥品：ハイシー（2004年 - 2005年）
- 好侍食品：ジャワカレー（2004年 - 2009年）[1]※與江口洋介共同演出
- 九州電力：キレイ・ライフ（2005年 - 2009年）
- 獅王：クリニカ・PCクリニカ（2006年 - 2007年）
- 日產汽車：ラフェスタ（2007年）※このCMの為に新曲「ラララ　ドライビング　ラララ　ラフェスタ」が製作され、CDも製作されたが、市販はされず、日産の販促用のみに無料配布された。
- 花王
  - ブローネ（2008年 - 2009年）
  - ハミングネオ（2010年 - 2011年）[8]
- Panasonic
  - ナノイー除菌（2009年 - 2010年）
  - 愛情サイズ（2010年 - 2012年）[9]
- 不二家：ペコちゃんウエハースチョコレート（2010年 - 2011年）
- 龜甲萬：うちのごはん（2011年5月 - ）[10] - （CMオリジナル曲、曲名不明）
- 大幸藥品（日语：大幸薬品）：正露丸（2014年7月 - ） - OA曲「喇叭譜・食事（オリジナル・アレンジ）」
- 高絲
  - アスタブラン（2015年）[11]
  - エスプリーク エクラ（2015年）[12]
- カブドットコム証券（2017年6月24日 - ）[13]
- DHC：DHC クイーン オブ セラム（2019年4月 - ）[14]

### 電影
- あいつに恋して（日语：あいつに恋して）（1987年5月30日） 飾 松前千里
- シャ乱Qの演歌の花道（日语：シャ乱Qの演歌の花道）（1997年8月30日） 飾 森高千里（本人）※友情演出

### 電視劇
- アナウンサーぷっつん物語（1987年5月4日，富士電視台）現場直播，第五話客串出場
- 銀河テレビ小説 「まんが道・青春編」（1987年7月27日，NHK綜合） 飾 幸田真弓
- 月曜ドラマランド 「ガクエン情報部H.I.P.」（1987年9月21日，富士電視台）
- 短編ドラマシリーズ 家族 「川は流れる」（1987年12月1日，NHK綜合）
- ドラマ女の四季 「母と子の卒業式」（1988年3月28日，東京電視台）

### 其他電視節目
- TVハッカー （1987年4月19日 - 9月、富士電視台） - 助手
- BSアートへの招待（2010年4月 - 、NHK BS2、BShi）
- BSプレミアム 黄金の扉（2011年4月 - 、NHK BS Premium） - 導航員
- にっぽん紀行「“千年の草原”に生きる〜熊本 阿蘇〜」（2012年10月18日、NHK綜合）
- 水曜歌謡祭（2015年4月15日 - 9月2日、富士電視台） - 主持[15]
- Love music（2015年10月16日 - 、富士電視台） - 主持[16]
- FNSうたの夏まつり（富士電視台） - 主持
  - 2015 FNSうたの夏まつり（2015年7月29日）
  - 2016 FNSうたの夏まつり 〜海の日スペシャル〜（2016年7月18日）
  - 2017 FNSうたの夏まつり 〜アニバーサリーSP〜（2017年8月2日）
- FNS歌謠祭（富士電視台） - 主持
  - 2015 FNS歌謠祭（2015年12月2日）
  - 2015 FNS歌謠祭 THE LIVE（2015年12月16日）
  - 2016 FNS歌謠祭（2016年12月7日・12月14日）
- FNSうたの春まつり（富士電視台） - 主持
  - 2016 FNSうたの春まつり（2016年3月28日）
  - 2017 FNSうたの春まつり（2017年3月22日）
- 地球絶景紀行（2015年4月 - 2018年9月、BS-TBS）

### NHK紅白歌合戰出場紀錄
| 年份/屆數                | 出場次數 | 曲目                   | 出演次序 | 對戰歌手 |
| ------------------------ | -------- | ---------------------- | -------- | -------- |
| 1992年（平成4年）/第43回 | 初       | 私がオバさんになっても | 12/28    | 美川憲一 |
| 1993年（平成5年）/第44回 | 2        | 私の夏                 | 12/26    | 福山雅治 |
| 1994年（平成6年）/第45回 | 3        | 素敵な誕生日           | 14/25    | 西城秀樹 |
| 1995年（平成7年）/第46回 | 4        | 二人は恋人             | 08/25    | SMAP     |
| 1996年（平成8年）/第47回 | 5        | ララ サンシャイン      | 08/25    | 鄉裕美   |
| 1997年（平成9年）/第48回 | 6        | SWEET CANDY            | 09/25    | 前川清   |

### 電台
- 森高千里 ミッドナイトクイーン（RF電台日本）
- 森高千里 ザ・青春（日本放送）
- 森高千里 千里（ちさと）の道も一歩から（日本放送、日立製作所一社提供）
- 森高千里 STEP BY STEP（日本放送、日立製作所一社提供）
- 森高千里 スタジオピーチベリー（日本放送）
- Music Square（日语：ミュージックスクエア (NHK-FM)）（1993年4月 - 1995年3月、逢星期三、NHK-FM）
- 森高千里 OVERHEATED NIGHT（TOKYO FM）
- 森高千里のキイトカナイト（TOKYO FM）
- 森高千里の週末計画 もっとキイトカナイト（TOKYO FM）
- KOSÉ MUSIC ON THE EDGE（日语：KOSÉ MUSIC ON THE EDGE）（2015年10月3日 - 2017年3月26日、TOKYO FM）
- FM點播時間（日语：FMリクエストアワー）東京版（NHK FM）
- All Night Nippon MUSIC10（日语：オールナイトニッポン MUSIC10）（2020年4月起、逢星期三、與名取裕子（日语：名取裕子）和岸谷香（日语：岸谷香）每週交替主持、日本放送）

## 書籍

### 寫真集
| # | 發行日期       | 標題            | 發行                   | 攝影     |
| - | -------------- | --------------- | ---------------------- | -------- |
| 1 | 1987年8月5日   | 朱夏 NEW SEASON | 近代電影社             | 西村寛   |
| 2 | 1989年6月12日  |                 | 講談社                 | 木村晴   |
| 3 | 1989年10月20日 | Opera           | CBS SONY 出版          | 大澤則昭 |
| 4 | 1991年2月4日   | i-Realite       | 白泉社                 | 大村克巳 |
| 5 | 1992年5月14日  |                 | SS通信                 | 木村晴   |
| 6 | 1995年5月1日   | STEP BY STEP    | 日本放送Project/扶桑社 |          |
| 6 | 1995年5月1日   | STEP BY STEP    | WANI BOOKS             | 尾形正茂 |
| 7 | 1997年11月10日 | PEACHBERRY      | WANI BOOKS             | 三浦憲治 |
| 8 | 2013年9月30日  |                 |                        |          |

### 著作
- STEP by STEP（1996年9月30日、扶桑社）[注 7]
- 森高千里 詞集（2013年5月11日、UP-FRONT PROMOTION（日语：アップフロントプロモーション））[注 8][17]

### 關連書籍
- （1987年12月18日、角川文庫、銀色夏生（日语：銀色夏生） 著）[1] ISBN 978-4041673027
- （2012年12月20日、幻冬舍、小貫信昭 著）ISBN 978-4344023062

## 好友
- 工藤靜香
- 岸谷香（日语：岸谷香）
- 渡瀨麻紀（日语：渡瀬マキ）
- 高橋真梨子

## 關連項目
支援成員
- 河野伸（日语：河野伸） - 作曲、編曲、結他、鍵盤
- 前嶋康明（日语：前嶋康明） - 作曲、編曲、鍵盤
- 松尾弘良 - 作曲、結他
- 橫山雅史（日语：横山雅史） - 作曲、貝斯

主要歌曲提供者
- 伊秩弘將（日语：伊秩弘将） - 作詞、作曲、編曲、鍵盤
- 齊藤英夫（日语：斉藤英夫） - 作曲、編曲、結他、鍵盤
- 高橋諭一（日语：高橋諭一） - 作曲、編曲、結他、鍵盤

## 外部連結
- 官方网站
- 森高千里 （页面存档备份，存于） - ワーナーミュージック・ジャパン
- YouTube上的森高千里頻道
- 森高千里的Instagram帳戶
- 森高千里的Facebook專頁
- 森高千里スタッフ的X（前Twitter）